# William Carmichael McIntosh
William Carmichael McIntosh, FRS (St. Andrews, 10 de outubro de 1838 — St. Andrews, 1 de abril de 1931) foi um físico e biólogo marinho escocês.